# Parkbad (Weimar)

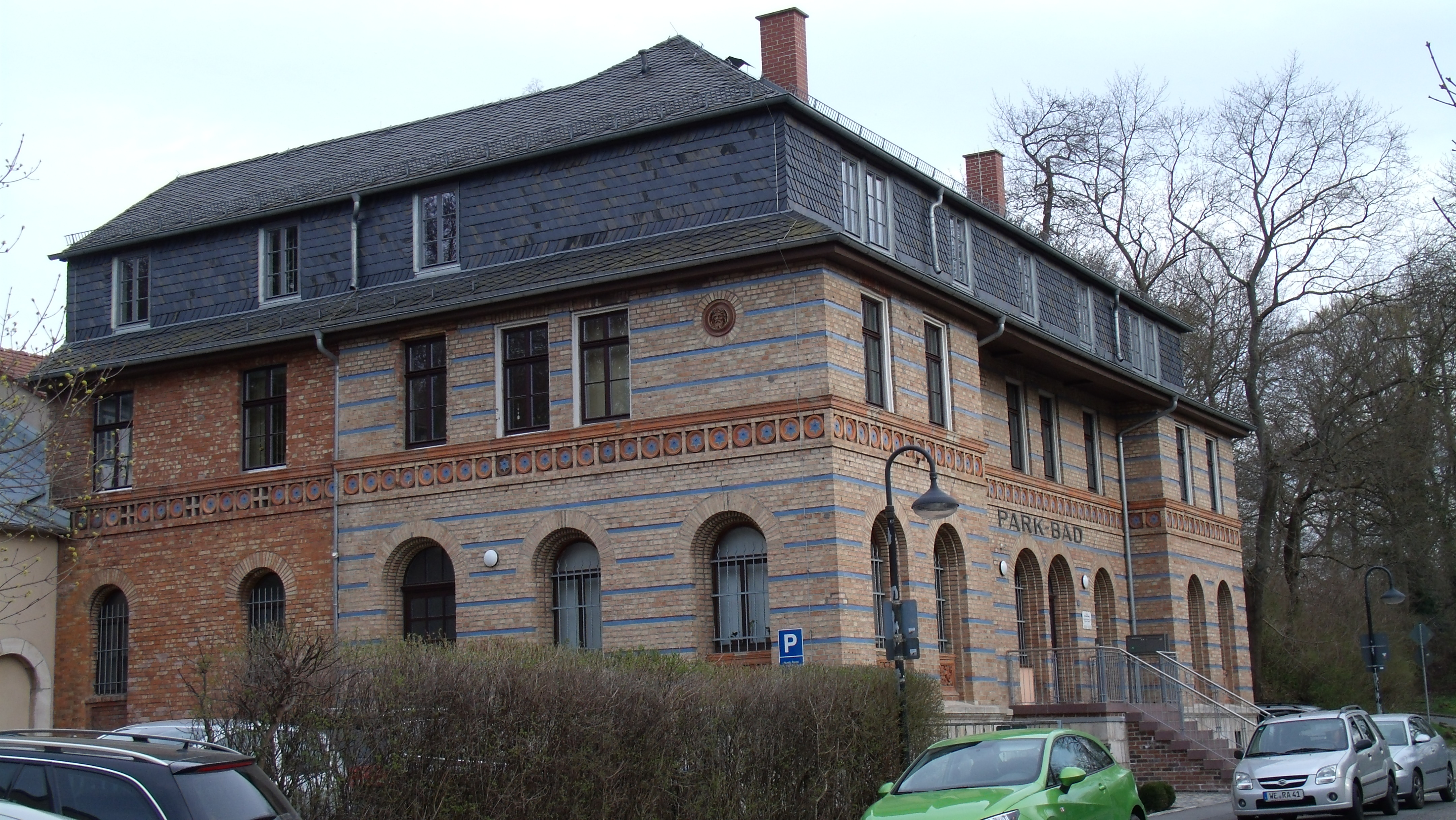
Seitenansicht Vorn-Links vom Parkbad Über dem Kegeltor 1 (ehemals Hans-Wahl-Straße 1)

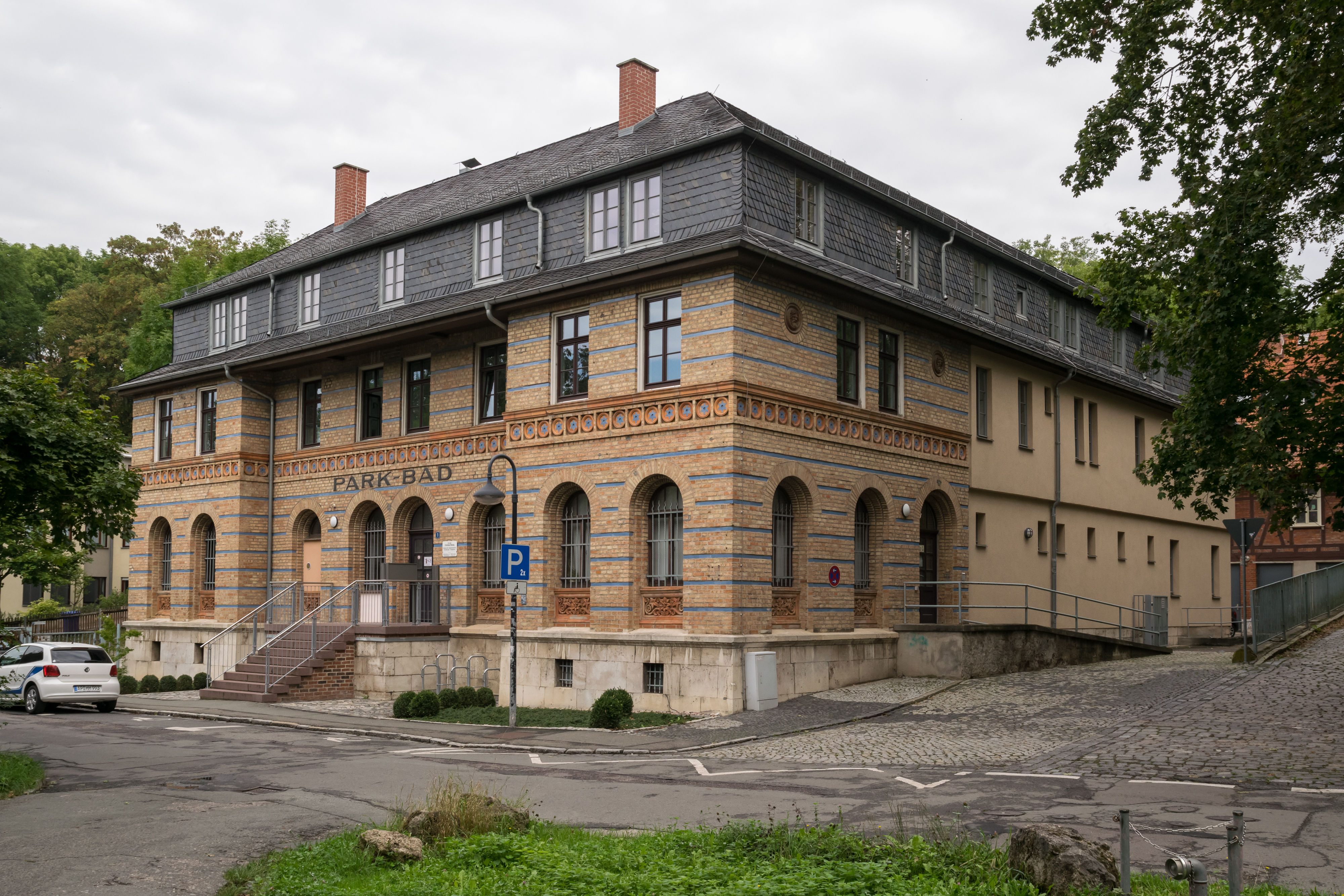
Seitenansicht Vorn-Rechts

Das Parkbad in Weimar Über  dem Kegeltor 1 war ein öffentliches Dusch- und Wannenbad (Volksbad), womit es der ärmeren Bevölkerung Weimars im 19. Jahrhundert ermöglicht wurde, sowohl sich selbst als auch ihre Wäsche zu waschen. Es diente der Eindämmung ansteckender Krankheiten insbesondere der Cholera, die sehr verbreitet waren.

## Geschichte
Ungewöhnlich ist der Ziegelbau für das Parkbad in Weimar allemal zu nennen, der sich in einem vom Park an der Ilm abgetrennten Areal, wo einst das Rote Haus gestanden hatte, das 1785 abgebrannt war., mit der Anschrift: Über dem Kegeltor 1 (ehemals Hans-Wahl-Straße 1) unweit der Kegelbrücke befindet. Dieses zunächst als „Wasch- und Badeanstalt“ genannte Gebäude wurde nach dem Berliner Muster einer solchen Anstalt errichtet und ist für Weimar, ja für Thüringen überhaupt, sehr untypisch. Der Entwurf stammte vermutlich nicht von Carl Heinrich Ferdinand Streichhan, wie man annehmen könnte, sondern war wohl ein sog. „Berlin-Import“. Ernst Franz Eisenach hatte 1858 den Auftrag die Leitung über diesen Bau zu übernehmen. Zuvor studierte er in Berlin das entsprechende Vorbild. Wer den Entwurf fertigte ist nicht bekannt. Der Kunsthistoriker Rainer Müller vermutet hierbei, dass der Entwurf von Karl Vent stammen könnte, da der ein Mitglied der Direktion der Bade- und Waschanstalt in Weimar war. Das Gebäude wurde 1859/60 errichtet. Neben der verwandten Materialien wie die glasierten bzw. farbig glasierten Ziegel u. a. in Form von Kassetten mit Rosetten als Ornamentik sind es die beiden Risalite, die dem Betrachter entgegentreten. Die Fassade zeigt Stilelemente der italienischen Renaissance. In den 1920er Jahren wurde dieses Gebäude umgebaut und erweitert. 1922 wurde das Parkbad von der Allgemeinen Ortskrankenkasse Weimar gekauft und umgebaut, womit es seine heutige Form bekommen hatte. In dieses Parkbad wurden Wohnungen gebaut, wofür die Ortskrankenkasse auch Darlehen erhalten hatte.
Das Walmdach mit Mansarde wurde 1922 aufgesetzt.
Die heutige Nutzung entspricht seinem ursprünglichen Zweck folglich längst nicht mehr. Es fungiert seit dem 13. Januar 1996 als Ambulantes Rehabilitationszentrum des Sophien- und Hufeland-Klinikum Weimar.
Das Gebäude des Parkbades ist in die Liste der Kulturdenkmale in Weimar (Einzeldenkmale) aufgenommen.